# Kosswigonema acanthum
Kosswigonema acanthum är en rundmaskart som först beskrevs av Gerlach 1957.  Kosswigonema acanthum ingår i släktet Kosswigonema och familjen Selachinematidae. Inga underarter finns listade i Catalogue of Life.